# Togöl (Fågelfors socken, Småland)
Togöl är en sjö i Högsby kommun i Småland och ingår i Emåns huvudavrinningsområde.